# 有明アリーナ
有明アリーナ（ありあけアリーナ、英: Ariake Arena）は、日本の東京都江東区有明一丁目に所在する屋内競技施設、コンサート・イベントが行われる施設（アリーナ）である。
2020年東京オリンピックおよびパラリンピックの競技会場として、2017年（平成29年）4月21日着工、2019年（令和元年）12月9日竣工。東京都が所有・管理する施設であるが、スポーツ競技施設としては国内初の公共施設等運営事業（コンセッション方式）により、民間の営利企業が運営するスポーツ・文化拠点として、2022年（令和4年）8月20日に再開業した。

## 概要
2020年東京オリンピックおよびパラリンピックの競技会場として建設された7つの新規恒久施設のひとつであり、バレーボール競技と車いすバスケットボールの予選リーグ・決勝トーナメントが行われた。2016年東京オリンピック構想では、バレーボール競技会場は国立代々木競技場の西側に新設される代々木公園アリーナ（収容人員15,000人）とされたが、2020年東京オリンピック構想では本施設に変更された。
五輪開催後は、電通を代表企業とする国内10社によるコンソーシアムが出資する株式会社東京有明アリーナが運営を行い、コンサートやイベント等にも活用される。民間資金等の活用による公共施設等の整備等の促進に関する法律（PFI法）に基づくコンセッション方式によるアリーナ運営は国内でも初めての試みとなる。施設の総工費370億円や立地条件に対して、2046年3月末まで25年間の運営権対価は約94億円（年間支払額約3.8億円）とされている。また、業績に連動して運営権者は各事業年度の税引前純利益（運営権対価支払後・業績連動支払前の純利益）の50％を都に支払うことになっている。「五輪のレガシー」の活用が課題とされるなか、新規恒久施設の中で唯一年間収支の黒字化が見込まれている。

## 歴史
2016年（平成28年）1月、東京都は設計・施工の落札者を発表し、竹中工務店・東光電気工事・朝日工業社・高砂熱学工業異業種特定建設共同企業体に決定した。総工費は約360億円。
2017年（平成29年）4月21日着工。2019年（令和元年）12月9日に竣工し、同月21日には内部を報道陣に初めて公開した。2020年東京オリンピックおよびパラリンピックの開催期間中は競技会場として使用された。
2022年（令和4年）8月20日、国内初の公共施設等運営事業（コンセッション方式）により、スポーツイベントやコンサート、都民参加イベントなどが開催できるスポーツ・文化拠点として再開業した。

### 年表
- 2016年（平成28年）1月 - 設計・施工業者決定
- 2017年（平成29年）4月21日 - 本体工事着工
- 2019年（平成31年）
  - 3月29日 - 運営権者に電通と構成員10社のコンソーシアム決定
  - 12月9日 - 竣工
- 2020年
  - 10月31日 - GENERATIONS from EXILE TRIBEが、音楽イベントとしての杮落し公演（無観客）を開催[20]。
- 2021年（令和3年）
  - 5月1日・2日 - テストイベント「東京チャレンジ2021」無観客開催
  - 7月24日〜8月7日 - 2020年東京オリンピック、バレーボール競技男子予選・決勝開催
  - 7月25日〜8月8日 - 2020年東京オリンピック、バレーボール競技女子予選・決勝開催
  - 8月26日〜9月5日 - 2020年東京パラリンピック、車いすバスケットボール競技男子予選・決勝開催
  - 8月26日〜9月4日 - 2020年東京パラリンピックの、車いすバスケットボール競技女子予選・決勝開催
  - 月日不詳 - 後利用にむけ改修工事着手
- 2022年（令和4年）
  - 8月20日 - 公共施設等運営事業によるスポーツ・文化拠点として開業。Perfumeの公演を開催、有観客の音楽イベントの杮落し公演を行なった[21][22]。
  - 8月24日 - 東京2020パラリンピック1周年記念イベント開催
  - 10月9日 - B3リーグ公式戦開催
  - 10月30日 - プロレス興行初開催
  - 12月13日 - プロボクシング興行初開催
- 2023年（令和5年）
  - 7月14日〜17日 - フィギュアスケートイベント初開催
  - 7月31日・8月2日 - ハンドボール興行初開催
  - 8月15日・17日・19日 - バスケットボール男子日本代表 国際強化試合 初開催
- 2024年（令和6年）
  - 11月3日・4日 - SVリーグ公式戦開催

## 特徴

### 立地
江東区の有明北地区に位置する。敷地の北側と東側は東雲運河に面し、西側に木遣り橋を渡る都道（有明通り）と首都高速10号晴海線の高架が通る。運河沿いの一帯は2022年8月に有明親水海浜公園として部分開園し、有明アリーナと有明展示場（旧有明体操競技場）、有明アーバンスポーツパークを含むエリアは「有明オリンピック・パラリンピックパーク」と命名された。
最寄り駅はゆりかもめ東京臨海新交通臨海線の有明テニスの森駅および新豊洲駅からそれぞれ徒歩約8分。東京臨海高速鉄道りんかい線の国際展示場駅および東雲駅からそれぞれ徒歩約17分。
アリーナ近隣は倉庫や高層マンションが並ぶ区画でコンビニエンスストア等は少ない。国際展示場駅からの途上に有明ガーデンがあるが、ここには東京ガーデンシアター（最大8,000人収容）と有明四季劇場があり、イベント日程が重なる場合は混雑が予想される。
近隣に都営アパート、江東区立有明小・中学校、嘉悦学園かえつ有明中学校・高等学校、東京有明医療大学などがあり、騒音が問題となっていることから、退場時の規制が厳しくなっている。

### 施設
北側にメインアリーナ、南側にサブアリーナおよび交流広場が位置する。隣接するマンション住民への配慮から、メインエントランスは建物北面2階にある。付帯施設として、1階にレストラン、2階にスポーツジム・スタジオが入居する。駐車場・駐輪場はサブアリーナ・スポーツジム・レストランの利用者向けで、イベント来場者は利用できない。
メインアリーナは地上5階建て、高さ37 mで、1階がアリーナフロア、2〜4階がスタンドフロアとなっている。限られた敷地面積を活用するため、客席断面構成に合わせて下面を絞った立面形状としている（周辺の公園や住宅に与える圧迫感を減らすという意図もある）。工期短縮のため、屋根をサブアリーナ上の仮設構台上で9回に分けて組み立て、レール上をスライドさせる工程を繰り返す「トラベリング工法」を採用した。中央が凹面状に窪んだ屋根の形状により、内部空間の気積を減らすことで、空調負荷等の軽減を計っている。
天井や壁には国産の杉が多用されており、2020年のオリンピックおよびパラリンピック大会用に東京都が整備する施設の中で、国産木材の使用量が2,300 m3と最も多い。
2022年8月の開業後はNTTドコモが提供する「高密度Wi-Fiサービス」により、60席に1つのアクセスポイントが常設される。

### スペック
メインアリーナ
- 面積：約4,100 m2（長辺76 m × 短辺54 m）
- 高さ：約23 m
- 収容人員：約15,000人
  - 2階 固定席2,734席、車いす席（随行者席）/付加アメニティー席229席、可動観客席2,928席（全12段展開時）
  - 3階 固定席4,408席、車いす席（随行者席）/付加アメニティー席32席
  - 4階・5階 固定席4,090席、車いす席（随行者席）/付加アメニティー席8席

- 各種スポーツ大会のほか、コンサートや大規模な式典などに使用可能

サブアリーナ
- 面積：約1,400 m2 （長辺40.5 m × 短辺34.5 m）
- 高さ：約12.7m
- 各種スポーツ大会（メインアリーナの控室や補助会場としての利用も可）、小規模な式典などに使用可能

## 飲食店舗
詳細は公式サイト内「ARIAKE ARENA
FOOD&DRINK」を参照。
- ARIAKE ARENA DINING MOON RIVER（レストラン / 毎日11時30分から21時まで / 定休日 月曜（定休日が興行開催の場合翌日））
- 有明アリーナカフェ（カフェ / 興行時間に準ずる / メインアリーナ興行開催日のみ営業）
- 売店（売店 / 公演時のみ営業）

## 主な大会・イベント

### スポーツ
- D.LEAGUE 20-21 REGULAR SEASON 開幕戦
- 2020年東京オリンピックのバレーボール競技
- 2020年東京パラリンピックの車いすバスケットボール競技
- プロレス・格闘技興行（新日本・スターダム・NOAH等）
- B3リーグ・東京ユナイテッドバスケットボールクラブ ホームゲーム
- プロボクシング興行（井上尚弥 対 ポール・バトラー戦、スティーブン・フルトン 対 井上尚弥戦、井上尚弥 対 マーロン・タパレス戦、井上尚弥 対 テレンス・ジョン・ドヘニー戦他）
- Wリーグ・Wリーグオールスター（2023年）
- キックボクシング興行（RISE）
- 総合格闘技興行（RIZIN、ONE）
- ディズニー・オン・アイス
- パリ・サンジェルマン・ハンドボール ジャパンツアー
- バスケットボール男子日本代表 国際強化試合
- SVリーグ（2024-25のサントリーサンバーズ大阪 対 東京グレートベアーズ、ファイナルズ）

### 主な音楽ライブ・イベント
- GENERATIONS from EXILE TRIBE『LIVE×ONLINE』（2020年10月31日）※こけら落とし公演としての無観客配信ライブ
- 『ANIMAX MUSIX 2021 ONLINE』（2022年1月30日・31日）※無観客配信ライブ
- Perfume『Perfume9th Tour 2022 "PLASMA"』（2022年8月20日）※初の有観客ライブ
- ビリー・アイリッシュ（2022年8月26日）※海外アーティスト初
- 浦島坂田船『浦島坂田船 SUMMER TOUR 2022 Toni9ht』（2022年9月10日・11日）※有観客ライブでは男性アーティスト初
- Hey! Say! JUMP『Hey! Say! JUMPLIVE TOUR 2022 FILMUSIC』（2022年9月17日 - 19日）※ジャニーズ初
- 『BanG Dream! 10th LIVE』（2022年9月22日 - 25日）※声優ユニット初
- Superfly『Superfly 15th Anniversary Live “Get Back!!”』（2022年11月23日）※女性ソロアーティスト初
- 日向坂46『ひなくり2022』（2022年12月17日・18日）※女性アイドルグループ初
- 香取慎吾『Black Rabbit』（2023年1月21日、22日）※男性ソロアーティスト初
- King&Prince『King&Princeとうちあわせ』（2023年7月2日）※初のファンミーティング
- 水樹奈々『NANA MIZUKI LIVE PARADE 2023』（2023年9月1日 - 3日）※声優ソロ初

## 使用チーム
- 東京ユナイテッドバスケットボールクラブ（B3リーグ）

## 主な出来事
- 2022年10月9日、B3リーグ2022-23シーズン第2節、東京ユナイテッドBC対さいたまブロンコス戦の入場者数が9,295人を記録し、前日の8日に国立代々木競技場第一体育館で行われたアルバルク東京と千葉ジェッツふなばし戦で記録した9,167名を上回り、3部リーグながら、国内クラブ主管1試合最多入場者数記録を更新した[31]。
  - 2023年10月14日、B3リーグ2023-24シーズン第2節、東京U対鹿児島レブナイズでの入場者数が10,358人を記録。国内クラブ主管1試合最多入場者数記録を再び更新した[32]。
- 2022年10月30日、当アリーナ初の格闘技興行としてGHCヘビー級選手権試合をメインとしたNOAHの興行「ABEMA presents 有明凱旋ーTHE RETURNーPRO-WRESTLING LOVE FOREVER.3 ～TRIUMPH～」が開催。
- 2022年11月20日、新日本プロレスとスターダムの史上初の合同興行、｢Historic X-over｣が開催され、同大会では初代IWGP女子王座決定トーナメントの決勝が行われた。
- 2023年7月8日・9日、ミクシィ配信のゲームアプリ「モンスターストライク」を中心にした未体験ライブエンターテイメントショー「DREAMDAZE」を当アリーナおよび隣接する有明GYM-EX（2023年5月開業）の2会場で開催[33]。両会場を同時使用するイベントはこれが初となる。
- 2023年12月26日、井上尚弥の世界戦の前座として、日本ボクシングコミッション認定日本バンタム級タイトルマッチを兼ねた「バンタム級モンスタートーナメント決勝大会」が、王者・堤聖也と挑戦者・穴口一輝との間で行われ、壮絶な打撃戦の末、王者・堤が判定勝ちを収めるが、この試合で穴口は4度のダウンからのダメージによる意識不明で倒れ、病院に搬送、右硬膜下血腫で直ちに開頭手術を施されるが、2024年2月2日に死去した。穴口はデビューから6連勝で臨んだが、この試合で初黒星を喫し、これが結果的に生前最期のリングとなった。なおこの試合は2023年度の同コミッションの世界戦以外における年間最優秀最高試合賞に選ばれた[34]。

## ギャラリー
- 2018年8月撮影
木遣り橋より見る（着工17ヶ月）
- 2019年2月撮影
木遣り橋より見る（完了10ヶ月前）
- 2019年4月撮影
木遣り橋より見る（完了8ヶ月前）
- 2019年6月撮影
木遣り橋より見る（完了6ヶ月前）
- 2019年10月撮影
木遣り橋より見る（完了2ヶ月前）

- 2019年12月撮影
有明通り木遣り橋より見る
- 同左
同左
- 同左
有明通り交差点より見る
- 同左
南東側より見る
- 同左
北東側より見る

## アクセス
興行開催時の公共交通の混雑緩和、来場者への快適なアクセス手段の提供のため、イベント開催日に東京駅近辺⇔有明アリーナ近辺
（帰りは新宿駅行きも有り）の有料シャトルバスが事前予約制で運行されている。このシャトルバスの運営・運行は、BEENOS Travel（ビーノス トラベル）株式会社のシャトルバスサービス「FanVas（ファンバス）」となっている。
会場にイベント来場者専用の駐車場がないため、会場側は極力公共交通機関での来場を呼びかけている。

### 鉄道・モノレール
- ゆりかもめ東京臨海新交通臨海線
  - 有明テニスの森駅より徒歩約8分[37]。
  - 新豊洲駅より徒歩約8分[37]。
- 東京臨海高速鉄道りんかい線
  - 国際展示場駅より徒歩17分[37]。
  - 東雲駅より徒歩約17分[37]。
- 東京メトロ有楽町線
  - 豊洲駅より徒歩約20分[3]

### 路線バス
路線バスでの来場については、2023年4月より、連節バスも運行する大量輸送型・快速運行の東京BRTの幹線ルート「新橋～国際展示場・東京テレポート」間が増便されており、虎ノ門ヒルズ・新橋方面から、有明テニスの森駅付近まで短時間でアクセス可能であることから、ゆりかもめ・りんかい線とあわせて、こちらの利用も検討するよう呼びかけている。併せて、イベント当日の都バス都05-2系統（東京駅丸ノ内南口～東京ビッグサイト）については、混雑により乗車できないケースが発生しているため、利用を配慮するよう呼びかけている。
- 東京BRT

有明テニスの森駅より徒歩約8分
- 幹線ルート（新橋駅<汐留・日テレタワー前> - BRT勝どき<環二通り> - 豊洲市場<環二通り> - 有明テニスの森駅 - 国際展示場駅 - ※東京テレポート駅<土休日>）
  - ※Suica、PASMOの利用で新橋駅、豊洲市場にて晴海・豊洲ルートに乗り継ぎ可能

- 晴海・豊洲ルート（虎ノ門ヒルズ駅 - 新橋駅<汐留・日テレタワー前> - BRT勝どき<環二通り> - 晴海BRT - 豊洲 - 豊洲市場<ミチノテラス豊洲>）
  - ※Suica、PASMOの利用で新橋駅、豊洲市場にて幹線ルートに乗り継ぎ可能

- 都営バス[3]

有明小中学校前より徒歩約2分
- 都05-2 東京駅丸ノ内南口 - 有楽町駅 - 銀座四丁目<銀座駅> - 築地 - 勝どき駅  - 新豊洲駅 - 有明小中学校前 - 東京ビッグサイト
- 海01 門前仲町<地下鉄東西線・大江戸線> - 越中島<JR京葉線> - 豊洲駅 - 有明小中学校前 - お台場海浜公園駅 - 東京テレポート駅
- 東16 東京駅八重洲口 - 月島駅<地下鉄有楽町線・大江戸線> - 豊洲駅 - 有明小中学校前 - 東京ビッグサイト

東雲都橋より徒歩約10分
- 東15 東京駅八重洲口 - 勝どき駅 - 豊洲駅 - 東雲都橋 - 深川車庫
- 業10出入 新橋 - 勝どき駅 - 豊洲駅 - 東雲都橋 - 深川車庫

新豊洲駅より徒歩約8分
- 陽12-2 東陽町駅 - 豊洲駅 - 新豊洲駅 - 市場前駅 - 豊洲市場　※平日・土曜運行
- 陽12-3 東陽町駅 - 豊洲駅 - 新豊洲駅 - 市場前駅 - お台場海浜公園駅 - 東京テレポート駅　※土曜・休日のみ運行

市場前駅より徒歩約10分
- 市01 新橋駅 - 勝どき駅 - 市場前駅 - 豊洲市場　※平日・土曜運行
- 急行06 森下駅 - 門前仲町 - 豊洲駅 - 市場前駅 - 東京ビッグサイト駅 - 日本科学未来館　※土曜・休日のみ運行